# Teatre Municipal de Perpinyà
El Teatre Municipal de Perpinyà és un teatre del segle xix situat a Perpinyà, a la comarca del Rosselló de la Catalunya del Nord, integrada al departament francès dels Pirineus Orientals.

## Història
Fins a la fi del segle xviii va ser la Llotja de Mar la que feia les funcions de teatre a Perpinyà. Com que aquest lloc ja no era adequat per diversos motius de seguretat o capacitat, el 22 d'abril de 1810, un col·lectiu de cinquanta-set burgesos de la ciutat va llançar una subscripció per adquirir el lloc de l'antic Col·legi dels Jesuïtes i per construir-hi un nou teatre. El projecte amb el pla i l'estimació es presenta a l'ajuntament, que l'adopta el 5 de maig de 1811. La construcció comença a finals de l'any 1812 i el nou teatre va entrar en servei el novembre de 1813, tot i que les obres no eren totalment acabade. El teatre de la Llotja del Mar es va tancar aquest mateix any.
L'abril de 2016 el teatre adopta oficialment el nom de Jordi Pere Cerdà. En 2017 és qüestionat un projecte per transformar la sala principal en un amfiteatre per allotjar estudiants de la Universitat de Perpinyà.

## Arquitectura

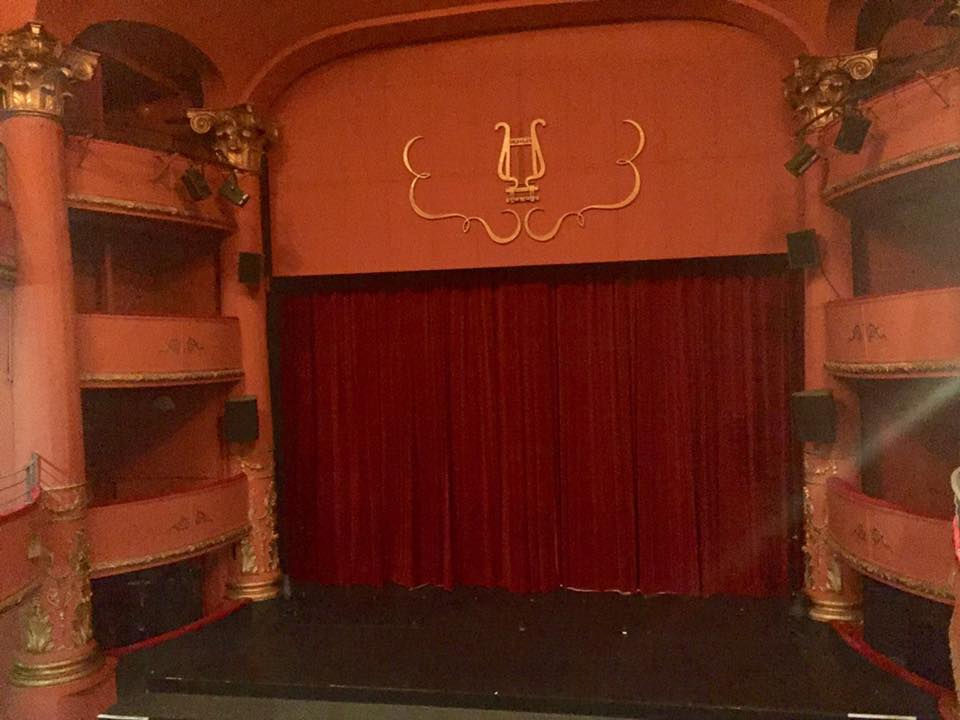
Gran sala del teatre en forma de lira

El teatre municipal de Perpinyà és un teatre a la italiana. Inclou la gran sala de teatre pròpiament dita, amb forma de lira i amb acústica reputada, amb capacitat per a 549 seients (seients d'orquestra i dos balcons), i la sala Jean Cocteau, situada al segon pis i una capacitat de 180 persones dempeus.

## Personalitats lligades al teatre
- El compositor Bonaventure Petit (1811-1901) ha compost notablement per al teatre municipal de Perpinyà, on va crear una gran òpera, Velléda (1853)[9] i tres òperes còmiques, Gérardo ou l'Orphelin de Pietra-Santa (1846),[10] Le bailli du village (1860)[11] i La clochette d'amour (1861).[12]